# Junonia ketoepatana
Junonia ketoepatana är en fjärilsart som beskrevs av Kalis 1933. Junonia ketoepatana ingår i släktet Junonia och familjen praktfjärilar. Inga underarter finns listade i Catalogue of Life.